# 节制

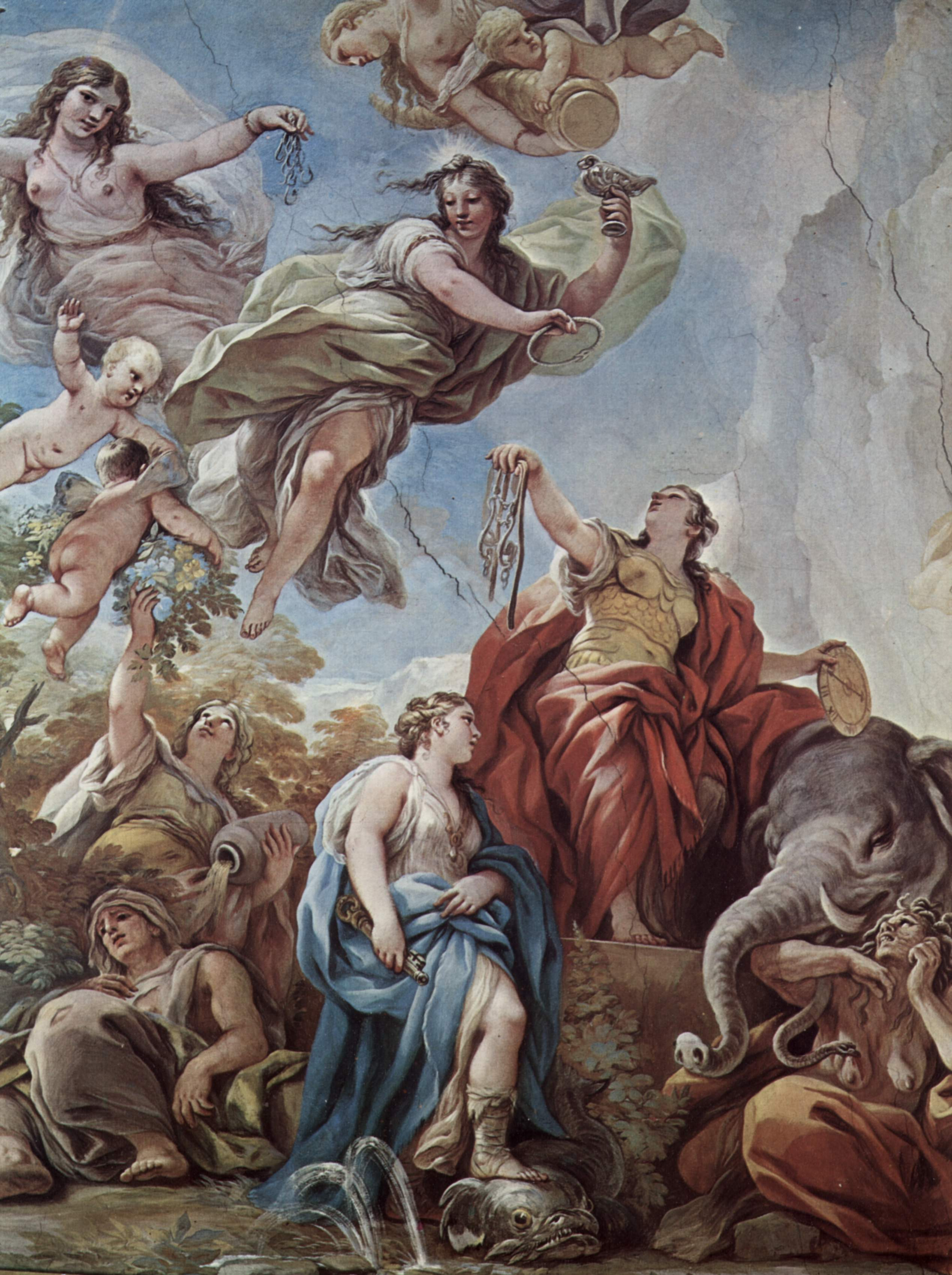
坦佩兰蒂亚 （ Luca Giordano）

节制或自我約束（英語：Temperance），在现代使用通常被定义为节制或自愿的克制。通常根据个人自愿拒绝做的事情来描述。这包括以非暴力和宽恕的形式制止报复心，以谦卑和谦虚的形式制止自大，以克制方式奢侈之类的过度行为，或以审慎的形式制止现在的挥霍，制止过度的愤怒或渴望冷静和自我控制的形式。 
宗教思想家、哲学家以及正面心理學的運動中，将自我約束描述为一种美德，在哲学和宗教思想上有着悠久的历史。在古典肖像画中，美德经常被描绘成一个女人，拿着两个容器将水从一个转移到另一个。它是希腊哲学和基督教以及东方传统（如佛教和印度教）中发现的西方思想的主要美德之一。 自我約束是积极心理学分类中的六种美德之一，包括智慧、人性、勇气、正义和超越 ，通常被描述为对过剩的控制，并通过贞操、谦虚、谦卑、自我调节、好客、礼节、节制、宽恕等特征表达；这些都需要抑制过多的冲动，如性欲、虚荣或愤怒。“节制”（temperance）此詞本身也可以指戒酒（酒毒），尤其是指节制运动，也可以指酒精节制。

## 詞源
節制在中文中即約束的意思。但是通常用來指約束管理下屬，如節制兵馬。而現在高頻使用的用法在古代并不普遍。

## 历史

### 希腊文明

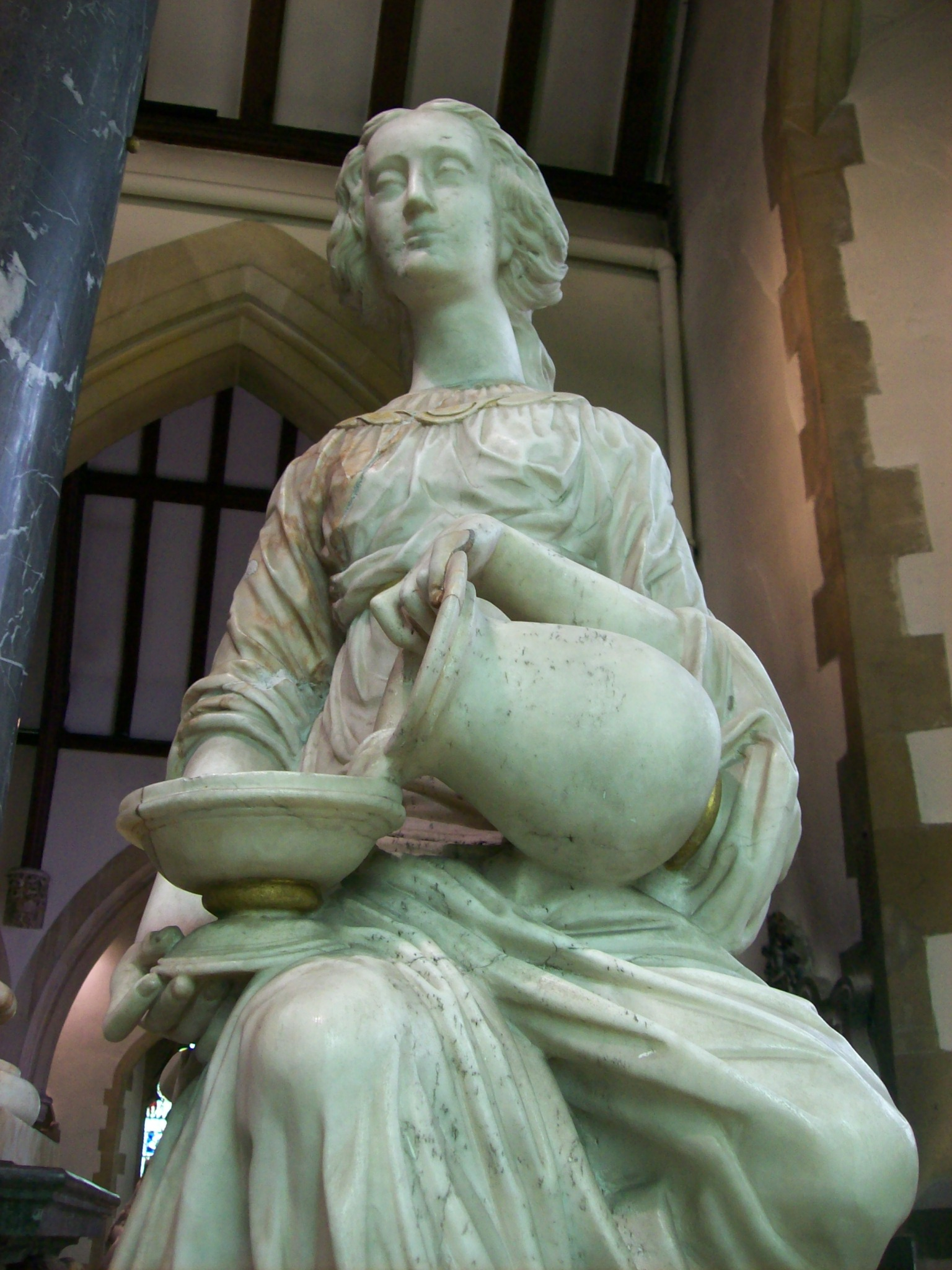
迪格斯纪念馆，尼古拉斯·斯通 ，圣玛丽教堂

古希腊语中有两个单词已被英语翻译为“自我約束”。第一：sôphrosune。這詞在很大程度上意味着自我约束。 另一个词是enkrateia，是亚里士多德时代创造的一个词，意指控制自己或自律。Enkrateia在《詹姆斯国王圣经》中出现了3次，在《圣经》中它被翻译为节制。 
自从首次使用以来，自我約束的现代含义已经演变。在拉丁语中，速度表示要克制（避免发怒），但更广泛地讲是适当的平衡或混合（尤其是温度或化合物的混合）。因此，短语“to temper a sword”意指锻造金属刀片的加热和冷却过程。拉丁语也提到统治和控制是需要适度的（即不过分使用武力）。 
如柏拉图所提倡的，自我約束（sôphrosune)是雅典的一项主要美德。克制自我是他理想城市的四大核心美德之一，并得到亚里士多德的回应。根据亚里斯多德的说法，“克制是享乐的手段”。 在柏拉图的早期对话之一“ 魅力 ”中，拥有“ sophrosune”的对话有以下四种定义：（1）一种安静，（2）一种谦虚，（3）一种自己的事业， （4）認識自己。 柏拉图迅速驳斥了这三个最初的定义，并反对（4），如果“sophrosune”只是知道一个人所不知道的事，那么如果不了解其他事情就毫无用处。

## 宗教信仰

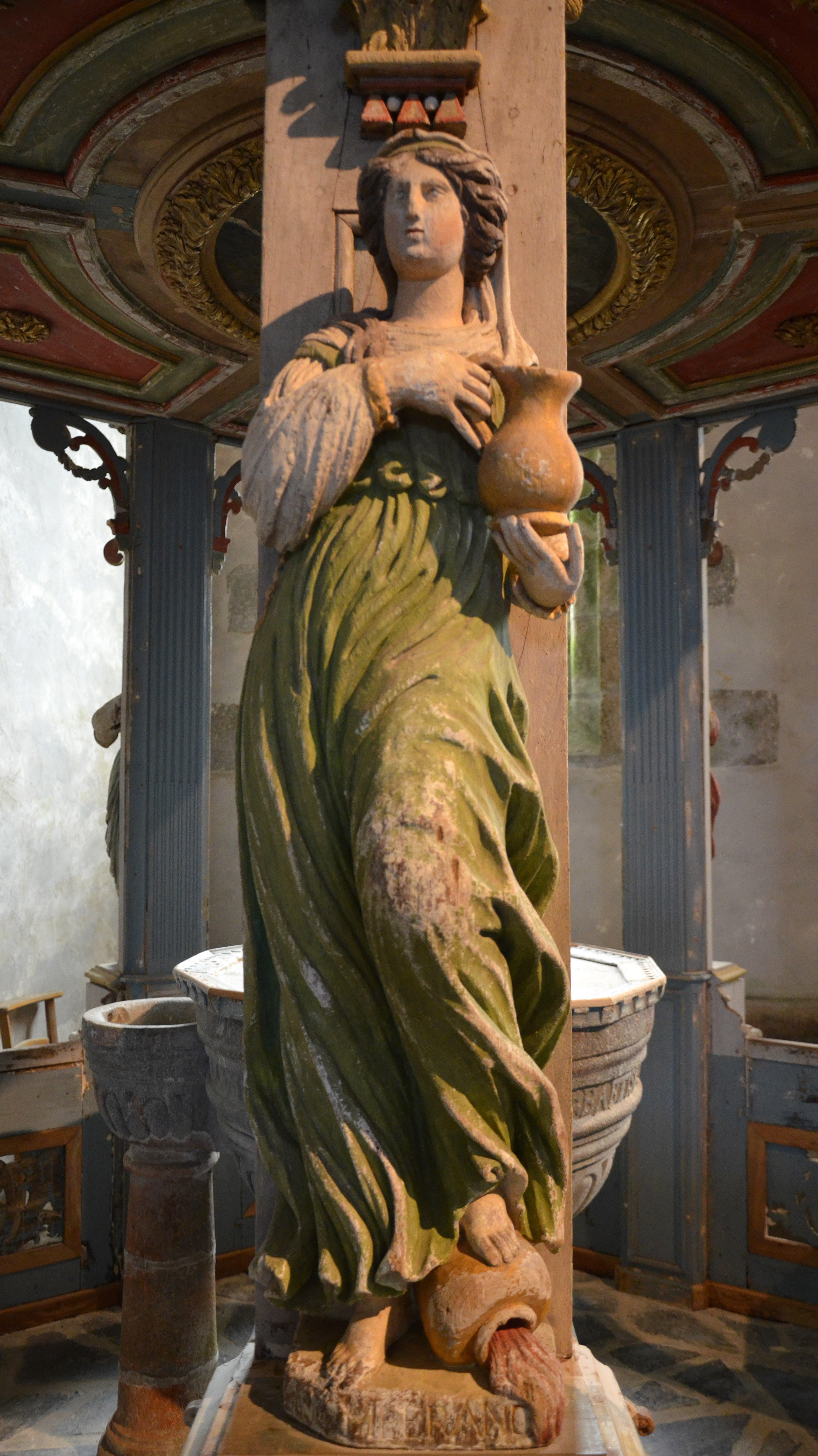
自我約束的表现形式（彩绘木雕塑，建于1683年

可以在不同的文化和时代看到自我約束的主题，如此处所示。 

### 佛教
自我約束是八正道中重要组成的部分。在转法轮经中，常被视为第一教学，佛介绍八正道和中道可作調和纵慾和禁欲两个极端之间。五戒中的不邪淫和不飲酒則反映了克制的价值：应避免“与感官享乐有关的不端行为”和醉酒。

### 基督教
在犹太-基督教传统中，克制是豐富的。《旧约》强调克制是一种核心美德，所罗门的《箴言》和《十诫 》都证明了克制是对通奸和贪婪的提醒。新约圣经也是这样做的，宽恕是神学的中心，自我控制是聖靈的果子之一 。  关于基督教神学， 钦定版圣经加拉太书5:23中使用克制一词来表示希腊词ἐγκρατεία（enkrateia），意思是自我控制或自律（史特朗经文汇编）（1466）。托马斯·阿奎那（Thomas Aquinas）除其他几项外，还宣传了柏拉图的原始美德。 
在基督教教堂里，自我約束是一種美德。它适用于生活的所有领域，尤其在阿米什人、旧秩序门诺派和保守门诺等教派中體現出來。在基督宗教中，可减轻吸引力和对快樂的渴望，並在“使用物品時得到平衡”。 圣托马斯称其为“束缚激情的心思倾向”。 自我約束被认为可以打击貪食。     

在积极心理学中，自我約束被定义为包括以下四个：宽恕、谦卑、审慎和自我调节。

### 印度教
達摩（dama）在印度教中等同于自我約束，有时写成達磨（damah）（梵语：दमः）。   dama单词和基于该单词的梵语衍生词表示自我控制和自我约束的概念。奧義書在5.2.3节中指出，一个良好、发达的人有三個特徵，包括：自我约束（damah ），对所有有情眾生有同情和愛daya）以及佈施（daana ）。  在瑜伽印度教文学中，自我约束是用yamas的概念来定義的。 根据ṣasampad，自我约束（dama ）是六项主要美德之一。 
构成道德生活的概念在吠陀和奥义书中不断发展。随着时间的流逝，新的美德被概念化并添加，一些被替换，有些被合并。例如，Manusamhita最初列出了人类过着道德生活所必需的十种美德： Dhriti（勇气），Kshama （宽恕），Dama（克制），Asteya（非贪婪/非偷窃），Saucha（纯度）感官，Indriyani（对照）， DHI （審慎），vidya（智慧），諦（真实性），akrodha（免于愤怒）。在后来的经文中，同一学者通过合并和创建一个更广泛的概念，将其简化为五种美德：Ahimsa （非暴力），Dama（节制），Asteya（非贪婪/非偷窃）、Saucha（纯净）、Satyam（真实）。  这种古典梵文文字不断在发展，并且成為了道德生活必不可少的美德。 
在印度教哲学中，有五种自我约束被认为是道德生活必不可少的。包括為：不殺生、不偷盜、不邪淫、不妄語、不貪婪   自我约束的范围包括一个人的行动，一个人说或写的词以至一个人的思想。 自我約束的必要性被解释为防止不良業 ，業迟早会困扰并返回到无限制的状态。   自我约束的神学需求也被解释为控制了一个人的行动对他人的破坏性影响，因为伤害他人正在伤害自己，因为所有生命都是一生。

### 耆那教
耆那教的自我約束深深植根于它的五个主要誓言中： 
- 不殺生（ 非暴力 ）
- 諦（真相）
- 梵行（贞操或獨身主義 ），
- asteya（不偷窃）
- aparigraha（无主）。

在耆那教派中，不殺生的誓言不仅限于不诉诸肉体暴力，而且它本身还包括通过思想，言论或行為來約束一切形式的暴力。

## 当代组织
自我約束的价值观仍然被诸如美國童軍，威廉贝内特和本傑明·富蘭克林这样的现代学者所提倡。 在禁令的研究以及美德的表述和组织方面讓哲学的研究提供了许多資訊。

## 參閲
- 佛教
- 宗教
- 耆那教
- 基督教
- 印度教
- 哲學